# Mata de Lobos
Mata de Lobos ist eine Gemeinde (Freguesia) im portugiesischen Kreis Figueira de Castelo Rodrigo. In ihr leben 287 Einwohner (Stand 19. April 2021).